# Madeleine Radziwiłł
Prințesa Maria Madeleine Radziwiłł (născută Marie-Eve-Madeleine-Josephus-Elizabeth-Apollonia-Catherine Zawisza-Kierżgajło; n. 8 iulie 1861, Varșovia, Imperiul Rus – d. 6 ianuarie 1945, Freiburg im Üechtland, cantonul Fribourg, Elveția) a fost o aristocrată polonez-belarusă care a finanțat multe lucrări catolice.

## Biografie
A fost fiica contelui Jan Kazimierz Zawisza-Kierżgajło și a contesei Marie Kwilecka, fosta doamnă de onoare la împărăteasa rusa și strănepoata regelui Stanislaw August Poniatowski. Contele era pasionat de arheologie și colecționa medalii și monede vechi. Vorbeau în franceză și poloneză în familie, precum și în bielorusă cu slujitorii. A fost educată de guvernante și profesori. Și-a petrecut iernile în Varșovia. Sora ei mai mare, Maria Ewa, s-a căsătorit cu Michał Piotr Radziwiłłdin din familia Nieborów și, de asemenea, a devenit filantroapă.
În 1882 Madeleine s-a căsătorit cu bogatul conte Ludwik Józef Krasiński (1833-1885), care era cu 27 de ani în vârstă. Au avut o fiică, Maria Ludwika (1883-1958), care s-a căsătorit cu prințul Adam Czartoryski în 1901. Ca văduvă, contesa Krasinska și-a petrecut cea mai mare parte a timpului la proprietatea de lângă Igumen (acum Chervyen din provincia Minsk) și a vizitat, de asemenea, proprietățile moștenite de la tatăl ei.
În 1904 s-a îndrăgostit de tânărul prinț Wacław Mikołaj Radziwiłł (1880-1914), care era cu 19 ani mai tânăr decât ea (ea avea 45 de ani, el avea 26 de ani). S-au căsătorit la Londra pe 30 martie 1906. Scandalul i-a izolat. Prințul a fost demis din societate, relațiile lor din Londra s-au îndepărtat de ei. Au plecat să se stabilească în Kuchcičy⁠(pl)[traduceți], sat deținut de prințesă. El și-a dedicat timpul gestionării proprietății, care cuprindea o pădure imensă de pini și stejari de 27.000 de desetine (73.000 de acri).
Prințul Radziwiłl a luptat în Armata Imperială Rusă în timpul primului război mondial și a murit la începutul războiului din Prusia de Est. Madeleine s-a dedicat lucrărilor de caritate și a intrat în al treilea ordin dominican. A fost deținătoarea unei mari averi cu 18 moșii și păduri imense. A locuit în Kaunas, apoi în Germania. În cele din urmă și-a pierdut bunăstarea și, în 1932, s-a stins din viață în Fribourg, într-o mănăstire dominicană. Cenușa ei a fost reîngropată în Minsk. 

## Filantropie
A finanțat ziarul belarus Biełarus, editura Zaglyane sonca, o societate de luptă împotriva alcoolismului, o școală din satul Kuchcičy. A primit reprezentanți ai culturii belarusiene, cum ar fi Vaclav Iwanowski (Vatslav Ivanovski), ministru al educației din 1918 al Republicii Populare din Belarus (împușcat în 1943 de către NKGB); editura frați Lutskevich din săptămânalul albanez Nasha Niva (1906-1915); Roman Skirmunt, membru al Dumei a Treia (1910-1911) și președinte al Comitetului Popular al Belarusului (1915-1917); sau Edward Woyniłłowicz un politician. L-a susținut material pe Maksim Bahdanovič în publicarea primelor sale cărți, precum și pe Maksim Haretski, Yakub Kolas și Anton Levitsky. A ajutat la finanțarea Universității din Vilnius.
Radziwiłł a ajutat, de asemenea, la opere de caritate precum mănăstirea Druya cu liceul lor, care a fost deschis de către marianiștii Concepției Imaculate în 1923; a avut un seminar teologic construit la Vilnius și a donat la construirea bisericii lituaniene St Casimir din Londra. A fost activă la Societatea de Caritate din Minsk, ajutând victimele războiului. După război, a finanțat seminarul pentru biserica Greco-Catolică Belarusă din Roma și membrii „Renașterii lituaniene”. A donat fonduri pentru construirea unei biserici în Varșovia, a orfelinatelor și a caselor de copii din Minsk. A donat 1.009 de cărți Societății Științifice Lituaniene. În 1930, a primit premiul Ordinului Marelui Duce Gediminas din Lituania (gradul I).

## Vezi și
- Familia Radziwiłł

## Legături externe
- pl  Magdalena Zawisza-Kieżgajłło h. Łabędź (apr.) Genealogie

Acest articol încorporează textul disponibil sub licența CC BY-SA 3.0.